# Bethlen utcai toronyház
A Bethlen utcai toronyház (más néven a „tizenhatemeletes”) Debrecen második legmagasabb épülete a 22 emeletes Debreceni toronyház után. Eredetileg a hivatásos (nem tiszti rangú) katonák szolgálati otthonának épült, de ma már lakóház, a földszinten üzlethelyiségekkel.

## Története

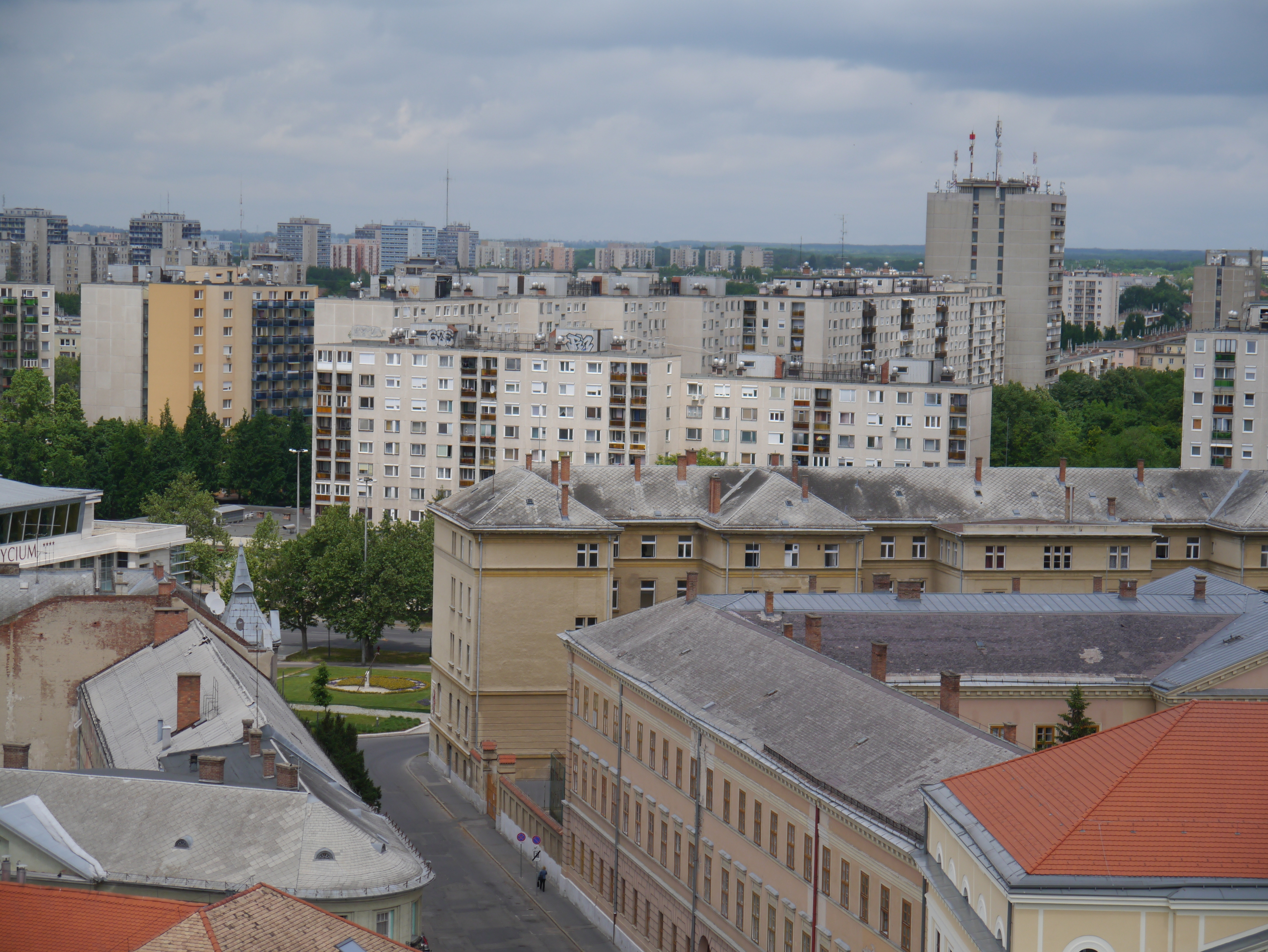
Kilátás a Nagytemplom tornyából az északi irányba. Távolabb jobbra a 16 emeletes toronyház.

A több, mint 50 méter magas épületet 1973-ban adták át. Szerkezete a korra jellemző módon alagútzsalus vasbetonból készült, míg a válaszfalak téglából lettek kirakva. A földszint és a nyaktag kivételével szintenként hat-hat darab, egységesen 45 négyzetméteres lakást alakítottak ki benne, a házgyári szokásokat követve mindegyiket azonos alaprajzzal.
Az átadás után a Magyar Néphadsereg vette birtokba és a közeli Kossuth Laktanya hivatásos, nem tiszti állományának utalta ki szolgálati lakásként. A tisztek a szomszédos épületekben kaptak lakásokat, ahol ennél nagyobbak is rendelkezésre álltak. A rendszerváltás után a lakások szinte mindegyike magántulajdonba került, 2011-ben már csak kettő volt közülük a laktanyában állomásozó Bocskai Lövészdandár használatában.